# Haymaker
| Оценки критиков | Оценки критиков |
| Источник        | Оценка          |
| --------------- | --------------- |
| Allmusic        | [ 1 ]           |

Haymaker — третий студийный альбом американской группы Throwdown. В записи альбома также участвовали Скотт Вогел из Terror и Чед Гилберт из New Found Glory.

## Список композиций
1. "Intro (Never Back Down)" – 2:20
2. "Walk Away" – 3:01
3. "Nothing Left" – 3:02 (при участии Скотта Вогела из Terror и Buried Alive)
4. "You Can't Kill Integrity" – 3:51
5. "Forever" – 3:38
6. "Hopeless" – 2:53
7. "Declare Your War" – 2:27
8. "False Idols" – 2:59
9. "Slip" – 3:03
10. "Hate for the Weak" – 2:48
11. "The Only Thing" – 2:00 (при участии Чеда Гилберта из New Found Glory и Shai Hulud)
12. "Step It Up" – 2:39
13. "Face the Mirror" – 3:30
14. "Raise Your Fist" – 19:38

## Участники записи
- Throwdown
  - Дэйв Питерс – вокал
  - Кейт Барни – гитара
  - Томми Лав – гитара
  - Дом Макалусо – бас-гитара
  - Джеррод Александр – ударные
- Скотт Брэдфорд – legal advisor
- Кирк Кэтлин – адаптация текстов
- Чед Гилберт – гостевой вокал (трек 12)
- Жене Гримальди – мастеринг
- Джефф Грос – фотография
- Грег Коллер – продюсер
- Дэйв Макдермотт – букинг
- Грэм Никсон – букинг
- Мэтт Пайк – букинг
- Три Дэйва и Кирк – бэк-вокал
- Скотт Вогел – гостевой вокал (трек 3)

## Винил
Haymaker был выпущен на виниле в 2003 лейблом Trustkill Records и переиздан в 2008 в дополнение к альбому Vendetta.
2003:
- 850 копий — красно-белый
- 550 копий — красный
- 350 копий — камуфляж
- 250 копий — чёрный

2008:
- 600 копий — сине-оранжевый
- 332 копий — коричнево-красный
- 4 копий — пробный выпуск